# Dennis Johnson
Pour les articles homonymes, voir Johnson et Dennis Johnson (homonymie).
Dennis Johnson (né le 18 septembre 1954 à San Pedro en Californie - mort le 22 février 2007 à Austin Texas) est un joueur et entraîneur américain de basket-ball.
Surnommé « DJ », Dennis Johnson est un ancien élève de l'école secondaire Dominguez, du Los Angeles Harbor College et de l'Université de Pepperdine. Il joue en National Basketball Association (NBA)pour les SuperSonics de Seattle, les Suns de Phoenix et les Celtics de Boston.
Après avoir été choisi au 29e rang de la draft 1976 par les SuperSonics de Seattle, il conduit cette franchise au titre 1979 en étant nommé meilleur joueur des finales. Après un court passage avec les Suns de Phoenix, il devient le meneur de départ des Celtics de Boston, avec qui il remporte les championnats 1984 et 1986. Johnson est nommé deux fois dans la All-NBA Team et neuf fois consécutives dans l'un des deux premiers cinq défensifs, NBA All-Defensive Team, de 1978 à 1986.
Après sa carrière de joueur et une année d'entraîneur en Continental Basketball Association avec les Bobcats de La Crosse il devient entraîneur-assistant des Clippers de Los Angeles, avant d'en devenir l'entraîneur pour la fin de la saison en 2003. Il est ensuite entraîneur en D-League avec les Flame de la Floride puis les Toros d'Austin jusqu'à son décès.
Quand il prend sa retraite, les Celtics de Boston retirent son maillot le numéro 3. Le 5 avril 2010, il est élu au Basketball Hall of Fame à titre posthume pour y être intronisé le 13 août.

## Biographie

### Jeunesse

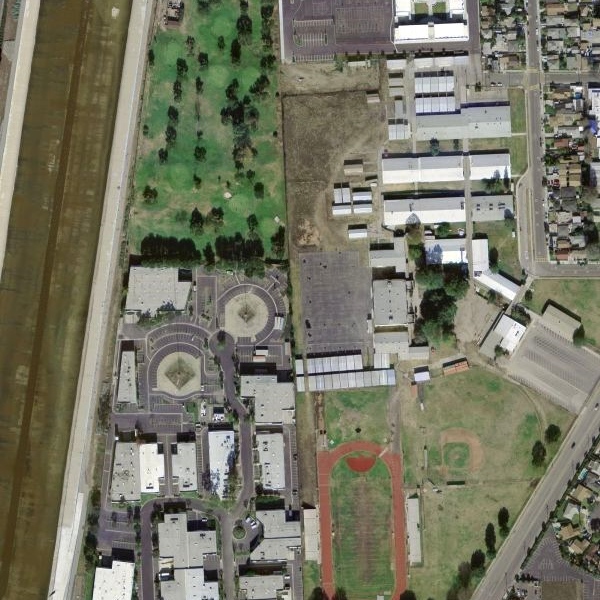
Vue aérienne de la Dominguez High School

Dennis Wayne Johnson est le huitième enfant d'une fratrie de seize enfants. Sa mère est travailleuse sociale et son père maçon. Ils vivent à Compton en Californie, une banlieue de Los Angeles. Jeune il est fan de baseball et membre de la Little League Baseball. Johnson apprend le basket-ball grâce à son père, mais il semble n'avoir ni la taille ni le talent pour rivaliser avec ses pairs. À Dominguez High School, il mesure 1,75 m (5′ 9″) et joue seulement une minute ou deux à chaque match. Après le lycée, il fait plusieurs petits boulots, y compris un job à 2,75 dollars de l'heure en tant que conducteur de chariot élévateur, et joue avec ses frères dans les jeux de ligue d'été après le travail. Pendant cette période, Johnson grandi, atteint 1,91 m (6′ 3″) et développe ce que certains décriront plus tard comme les « jambes lance-roquettes », ce qui lui permet de sauter haut pour attraper des rebonds contre des adversaires plus grands.
Jim White, entraîneur à Los Angeles Harbor College a vu jouer Johnson au Streetball (basket-ball de rue en français) et a le sentiment que Johnson est excellent en défense. C'est pourquoi il lui demande de s'inscrire. Johnson devient un jeune et prometteur arrière, avec une moyenne 18,3 points et 12,0 rebonds par match, conduisant les Los Angeles Harbor College à un titre de collège d'État junior. Cependant, le jeune arrière manque de discipline, est souvent en conflit avec White et est évincé de l'équipe trois fois en deux ans.

### Carrière

#### Universitaire
À la fin de sa carrière junior au collège, deux universités lui offre des bourses : Azusa Pacific University et Pepperdine. Johnson choisi cette dernière, et dans sa seule année à l'université, il affiche en moyenne 15,7 points, 5,8 rebonds et 3,3 passes décisives par match et développe une réputation de défense dure. Après cette année, Johnson se rend lui-même éligible à la draft 1976, mais est sceptique sur le fait qu'une équipe le prenne : en effet, les équipes NBA se méfient d'un joueur qui a des problèmes de caractères, le nom de Johnson étant connu pour être un fauteur de troubles. Le 8 juin 1976 il est pourtant sélectionné au second tour en 29e position par les SuperSonics de Seattle.

#### Professionnelle

##### SuperSonics de Seattle
Lors de la draft, les SuperSonics lui offre un contrat de quatre ans, avec un salaire de 45 000 dollars la première année et de 90 000 dollars pour la dernière. Lors de sa première année, la saison 1976-1977, Johnson joue en secours de l'expérimenté tandem de la zone arrière des Sonics, Slick Watts et Fred Brown, avec une moyenne de 9,2 points et 1,5 passe décisive par match Les Sonics terminent avec un bilan de 40 victoires pour 42 défaites et ratent les playoffs, amenant l'entraîneur-chef Bill Russell à démissionner. La saison suivante, l'équipe perd 17 des 22 premiers matchs, après le remplacement de Russell par Bob Hopkins, qui est alors remplacé par l'entraîneur Lenny Wilkens, qui donne une place de titulaire à Johnson et lui associe Gus Williams. Johnson se délecte dans ce nouveau rôle, et améliore ses moyennes de 12,7 points et 2,8 passes décisives par match ; pendant cette période il joue arrière et est connu pour son Slam dunk, à la différence des rôles plus cérébraux qu'il aura plus tard dans sa carrière. C'est à ce moment que le surnom de Johnson, « DJ », a été inventé par le commentateur des SuperSonics Bob Blackburn, pour aider à le distinguer de ses coéquipiers John Johnson et Vinnie Johnson (que Blackburn dénomme « JJ » et « VJ » respectivement).
Lors de la saison 1977-1978 les Sonics font une très bonne seconde moitié de saison et terminent la saison régulière avec un bilan de 47 victoires pour 35 défaites et accèdent aux playoffs 1978. Après avoir éliminé les Lakers de Los Angeles (2 à 1), puis les Trail Blazers de Portland champion en titre (4 à 2) et enfin les Nuggets de Denver (4 à 2), ils ont presque battu les Bullets de Washington en prenant une avance de trois victoires à deux dans les finales NBA 1978. Chez eux les Bullets gagnent 117 à 82 pour égaliser à trois victoires partout. Le fameux septième match décisif se déroule le 7 juin 1978 au Kingdom de Seattle. Les Bullets mène tout le match (31 à 28 au premier quart-temps, 53 à 45 à la mi-temps, puis 79 à 66 à la fin du troisième quart-temps) pour l'emporter finalement 105 à 99. Lors du troisième match qui voit la victoire de Seattle à Washington d'un point (93 à 92) Dennis Johnson établi la seconde performance en finales NBA en réussissant 7 contres (derrière les 8 réalisés l'année précédente par Bill Walton). Malgré cela les Sonics ont perdu les finales et dans le septième match Johnson n'a marqué que 4 points (4 lancers francs sur 6) et a surtout raté ses 14 tentatives de tirs.
Johnson et les Sonics prennent leur revanche la saison suivante. Après avoir décroché la première place de la division Pacifique, le meilleur bilan de la conférence Ouest avec un bilan de 52 victoires pour 30 défaites, et gagné successivement en playoffs contre les Lakers de Los Angeles (4 à 1) et les Suns de Phoenix (4 à 3) ils retrouvent en finale NBA les Bullets de Washington. Après avoir perdu le premier match, les Sonics remportent les quatre matchs suivant et gagnent leur premier titre (et seul titre). Lors de cette série Johnson marque en moyenne de 22,6 points, prend six rebonds et distille six passes décisives par match, le tout pour un temps de jeu énorme de 44,8 minutes par match. Il a notamment marqué 32 points lors la victoire en prolongation du match 4 gagné par les Sonics 114 à 112. À l'issue de cette série, il est nommé MVP des finales. C'est au cours de cette saison que Johnson s'est imposé comme l'un des meilleurs arrière de la ligue et affiche en moyenne 15,9 points et 3,5 passes décisives par match, et il est recompensé en étant nommé pour son premier All-Defensive First Team et fait sa première apparition au All-Star Game.
Au cours de la saison 1979-1980, Johnson présente des statistiques en moyenne de 19,0 points et de 4,1 passes décisives, il apparaît dans son deuxième All-Star Game et est nommé dans l'équipe All-Defensive First et la All-NBA second Team. Cependant, les Sonics perdent en finale de Conférence Ouest face aux Lakers, qui ont dans leurs rangs les deux hall of Famers Magic Johnson et Kareem Abdul-Jabbar. L'ambiance se dégrade chez les Sonics et l'entraîneur Wilkens se lasse de Johnson, qui est souvent en conflit avec lui. Le 3 juin 1980, Johnson est échangé contre Paul Westphal et un choix de draft avec les Suns de Phoenix. Malgré cette recrue, les SuperSonics réalisent une moins bonne saison (22 victoires en moins)

##### Suns de Phoenix
À Phoenix, Johnson s'impose comme un joueur de qualité. Dans ses trois ans en tant que Soleil, Johnson marque entre 14 et 20 points par match et assurent la défense difficile. Il joue dans deux All-Star Game, est trois fois de suite dans All-Defensive First Team et gagne son seul All-NBA First Team'. Durant cette période, Johnson continue à jouer arrière et devient le meilleur marqueur de l'équipe, alors qu'il n'était que le deuxième ou troisième aux Sonics.
Au cours des deux premières années de sa présence, les Suns obtiennent de bons bilans en saison régulière avec 55 victoires pour 27 défaites en 1980 et 57 victoires pour 25 défaites et le meilleur bilan de la conférence Ouest en 1981. Ces deux saisons, les Suns atteignent les demi-finales de la Conférence Ouest, battus d'abord par les Lakers de Los Angeles quatre victoires à une en 1980 et par les Rockets de Houston quatre victoires à trois en 1981. Pour la saison 1981-1982, le bilan est moins bon avec 46 victoires pour 36 défaites, mais pour la troisième fois consécutive, les Suns échouent en demi-finales de conférence en étant sèchement battus par les Lakers quatre victoires à zéro. La situation de Dennis Johnson se détériore cette année-là. Comme à Seattle, il est souvent en conflit avec son entraîneur, John MacLeod, et est, une fois de plus, finalement échangé par le directeur général Jerry Colangelo avec Rick Robey des Celtics de Boston et un chois de draft. Comme pour Seattle, le départ de Johnson entraîne l'année suivante une mauvaise série de résultats pour les Suns, malgré l'apport de Robey.

##### Celtics de Boston
Avant la saison 1983-84, les Celtics ont perdu en phases finales contre des équipes physiques, comme les 76ers de Philadelphie du redoutable Andrew Toney, surnommé le Boston strangler par les journalistes de Boston lors de la rivalité entre les Celtics et les Sixers des années 1980,qui régulièrement pose des problèmes à leur zone arrière défensive fragile. Ainsi, le directeur général des Celtics Red Auerbach ajoute l'éternel membre de la All-Defensive Team (il l'est depuis cinq ans consécutivement) Dennis Johnson à son équipe. Il rejoint une équipe dirigée par le futur Hall of Famer Larry Bird, qui joue dans la zone avant avec deux autres futurs membre du hall of Fame, au centre Robert Parish et devant Kevin McHale, une combinaison souvent appelé le meilleur frontcourt de tous les temps de la NBA. Johnson dit que rejoindre les Celtics est « comme un rêve devenu réalité » et il apprécie la tutelle du grand Red Auerbach, directeur général.
Avec les Celtics, Johnson change son style de jeu pour la troisième fois de sa carrière : après avoir été connu comme un arrière avec un slam dunk avec les Sonics et un marqueur avec les Suns, maintenant il s'impose comme un meneur. Lors de sa première avec les Celtics, il affiche une moyenne 13,2 points et 4,2 passes décisives par match et est élu dans la All-Defensive Second Team. Il participe à 80 matchs dont 78 comme titulaire du cinq de départ et cette année les Celtics terminent la saison régulière avec le meilleur bilan avec 60 victoires pour 20 défaites. Après avoir battu lors des playoffs les Bullets de Washington (3 à 1), difficilement les Knicks de New York (4 à 3) et les Bucks de Milwaukee (4 à 1) ils atteignent les finales 1984 pour rencontrer les Lakers de Los Angeles, leurs rivaux intenses depuis les années 1960. Johnson a pour tâche d'étouffer en défense le meneur de jeu des Lakers Magic Johnson. Les Californiens ouvrent la série avec une victoire 115-109 au Boston Garden. Dans le deuxième match, les Lakers mènent 113-111 avec 18 secondes à jouer lorsque Gerald Henderson prend le ballon à James Worthy : les Celtics égalisent et l'emportent en prolongation 124-121. Dans troisième match, les Lakers font la course en tête pour une facile victoire 137 à 104 avec 21 passes de Magic Johnson qui réalise un triple-double (avec en plus 14 points et 11 rebonds). Après le match, Larry Bird déclare que son équipe a joué comme des poules mouillées. Dans le match 4, le Lakers ont une avance de cinq points avec moins d'une minute à jouer, mais commettent plusieurs erreurs, permettant aux Celtics d'égaliser, puis de finir avec une victoire 129-125 en prolongation. Dans le match 5, les Celtics gagnent et prennent l'avantage dans la série 3 victoires à 2 avec 34 points de Larry Bird. Ce jeu est connu comme le « match de la chaleur », car il est joué avec 36 degrés Celsius (97° Fahrenheit) sans air conditionné de l'infâme Boston Garden. Dans le match 6, les Lakers égalise, à domicile, dans la série avec une victoire 119 à 108. Dans le match 7, les Celtics et leur capitaine Cedric Maxwell (24 points, huit rebonds et huit passes) mènent tous le match après un premier quart-temps équilibré (30-30) puis 58-52 à la mi-temps, 91-78 à la fin du troisième quart-temps pour finir par l'emporter 111 à 102. Si les Lakers sont plus adroits aux tirs (avec 41/84 soit 48,8 % contre 34/86 soit 39,5 %) les Celtics dominent aux lancers-francs (43/51 soit 84,3 % contre 18/28 soit 68,4 %) avec en particulier Dennis Johnson (12/12) et Lary Bird (8/8), auxquels s'ajoute Cedric Maxwell avec 14/17. Larry Bird a été nommé Meilleur joueur des finales.
Lors de la saison suivante, Johnson a encore de bonnes statistiques en débutant 77 des 80 matchs qu'il dispute avec 15,7 points, 4 rebonds et 6,8 passes (sa meilleure moyenne depuis le début de sa carrière) par match. Il est sélectionné pour son cinquième All-Star Game et décroche son septième All défensive team. Il est le quatrième marqueur des Celtics après Larry Bird, Kevin McHale et Kevin McHale. Les Celtics terminent la saison régulière avec le meilleur bilan de la ligue avec 63 victoires pour 19 défaites. Les Celtics arrivent en finales après avoir successivement battu les Cavaliers de Cleveland 3 à 1 au premier tour, puis les Pistons de Détroit 4 à 2 en demi-finales et les 76ers de Philadelphie 4 à 1 en finales de conférence Est. Cette série finale est la revanche de l'année précédente et grâce à une victoire de plus que les Lakers en saison régulière Boston a l'avantage du terrain. Pour la première fois, la finale se joue sous le format 2-3-2 avec les matchs 1 et 2 à Boston, tandis que les trois prochains matchs sont à Los Angeles et les deux derniers à Boston. Boston gagne largement le premier match, d'où son nom le « Massacre du Memorial Day » vu l'ampleur de la victoire des Celtics 148 à 114 et Los Angeles les deux suivants à Boston 109 à 102 avec Kareem Abdul-Jabbar qui réalise 30 points, 17 rebonds, huit passes décisives et trois contres et à Los Angeles 136 à 111. Lors du quatrième match, alors que les deux équipes sont à égalité 105 à 105, Dennis Johnson, sur une passe de Larry Bird, marque un panier de 19 mètres au buzzer qui permet aux Celtics de gagner le match et de revenir à deux matchs partout dans la série. Les Lakers prennent l'avantage en gagnant le cinquième match 120 à 111 et mène 3 matchs à 2 avant de se rendre à Boston le surlendemain. Les Celtics sont battus 111 à 110 et c'est la seule fois où l'équipe visiteuse remporte un championnat de la NBA à Boston. Kareem Abdul-Jabbar est nommé Meilleur joueur des finales faisant de lui le joueur le plus âgé (38 ans, 1 mois, 24 jours) à remporter le titre de MVP des finales. Après huit finales perdues consécutivement face aux Celtics les Lakers l'emportent enfin. Johnson décrit cette perte comme un des plus difficiles moment de sa carrière, parce que « les Celtics étaient proches de remporter la série mais n'ont pas fait le travail pour la gagner ». Lors de ces playoffs il marque 17,3 points et distille 7,3 passes par match.
Ces deux séries finales voient s'affronter sur le plancher neuf joueurs qui seront intronisés au Basketball Hall of Fame : Larry Bird, Kevin McHale, Bob McAdoo, Robert Parish, Dennis Johnson pour les Celtics et Kareem Abdul-Jabbar, Magic Johnson, Jamaal Wilkes, James Worthy pour les Lakers ainsi que les deux entraîneurs K.C. Jones (intronisé comme joueur) des Celtics et Pat Riley des Lakers. Deux autres Hall of Famers des Celtics sont présents : Red Auerbach, président des Celtics, et Tom Heinsohn qui commente les matchs à Boston pour CBS Sports. Ces séries sont les seules à réunir douze joueurs intronisés au Basketball Hall of Fame.
La saison1985-1986, voit les Celtics se qualifier pour les séries éliminatoires en terminant la saison premier de la division Atlantique et premier de la conférence Est avec un bilan de 67 victoires pour 15 défaites, soit le meilleur bilan de la ligue et un nouveau record pour la franchise effaçant ainsi les records des saisons 1981-1982 et 1984-1985 qui était de 63 victoires pour 17 défaites, aidé par la performance de Johnson, qui pour la huitième fois fait partie de l'équipe All-Defensive Second avec des performances de 17,8 points et 6,7 passes décisives par match. Après avoir battu les Bulls de Chicago 3 à 0 au premier tour, puis les Hawks d'Atlanta 4 à 1 en demi-finales et les Bucks de Milwaukee 4 à 0 en finale de Conférence Est, les Celtics atteignent les finales NBA 1986 et sont opposés aux Rockets de Houston dirigés par les « Twin Towers » Ralph Sampson et Hakeem Olajuwon. Johnson est meilleur rebondeur du premier match avec 11 rebonds. Les Celtics dirigés par le MVP des finales Larry Bird battent les Rockets quatre victoires à deux, remportant ainsi leur seizième titre depuis 1957. Il leur faudra attendre 22 ans pour en remporter un dix-septième. Johnson remporte son troisième titre.
Il est considéré comme l'un des coéquipiers préférés de Larry Bird, certainement grâce à son altruisme et son intelligence sur le terrain.
Dennis Johnson prend sa retraite à l'issue de la saison 1989-1990, après sept saisons passées chez les Celtics, où son maillot le no 3 est retiré.

#### Entraîneur
Il est nommé en 2002 entraîneur des Clippers de Los Angeles, mais l'expérience tourne court après un bilan de 8 victoires pour 16 défaites. Il est ensuite l'entraîneur des Toros d'Austin, club de la ligue mineure de la NBA, la NBADL.

### Décès
Pendant un entraînement de son équipe au Convention Center de Austin, il est victime d'un arrêt cardiaque. Les secouristes ont tenté de le réanimer pendant 23 minutes avant de le conduire à l'hôpital où on a constaté son décès.
Il meurt le 22 février 2007 à l'âge de 52 ans.

## Clubs successifs
- 1977-1980 : SuperSonics de Seattle.
- 1980-1983 : Suns de Phoenix.
- 1983-1990 : Celtics de Boston.

## Palmarès
- Champion NBA en 1979 avec les Supersonics de Seattle, en 1984 et 1986 avec les Celtics de Boston.
- Finaliste NBA en 1978 contre les Bullets de Washington, 1985 et 1987 contre les Lakers de Los Angeles.
- NBA Finals Most Valuable Player Award en 1979.
- All-NBA First Team en 1981.
- All-NBA Second Team en 1980.
- All-NBA Defensive First Team en 1979, 1980, 1981, 1982, 1983, 1987.
- All-NBA Defensive Second Team en 1984, 1985, 1986.
- 5 sélections au NBA All-Star Game en 1979, 1980, 1981, 1982 et 1985.
- Élu au Naismith Memorial Hall Of Fame en 2010[42].
- Son maillot, le no 3 a été retiré par les Celtics de Boston.

## Statistiques

### Universitaires
Le tableau suivant présente les statistiques individuelles de Dennis Johnson pendant sa carrière universitaire,.
| S         | U                        | J  | MJPM | PTS | PPM  | PR  | PT  | %PR    | 3P | 3PT | %3P | LfR | LfT | %Lf    | TR  | RPM | PD | I | C | TOV | FP |
| --------- | ------------------------ | -- | ---- | --- | ---- | --- | --- | ------ | -- | --- | --- | --- | --- | ------ | --- | --- | -- | - | - | --- | -- |
| 1975-1976 | Université de Pepperdine | 27 | 34,4 | 425 | 15,7 | 181 | 378 | 47,9 % | -  | -   | -   | 63  | 112 | 56,3 % | 156 | 5,8 | -  | - | - | -   | -  |
| Total     | Total                    | 27 | 34,4 | 425 | 15,7 | 181 | 378 | 47,9 % | -  | -   | -   | 63  | 112 | 56,3 % | 156 | 5,8 | -  | - | - | -   | -  |

### Professionnelles en saison régulière
Légende :
| Champion NBA |

gras = ses meilleures performances
Le tableau suivant présente les statistiques individuelles de Dennis Johnson pendant sa carrière professionnelle en saison régulière.
| Saison    | Club                   | Matchs | Matchs | Min. | Points | Points | 2 pts | 2 pts  | 2 pts  | 3 pts | 3 pts | 3 pts  | LF    | LF    | LF     | Rebonds | Rebonds | Pd   | Int | C   | Bp    | FP    |
| Saison    | Club                   | MJ     | Tit    | Min. | Pts    | PPM    | R     | T      | %      | R     | T     | %      | R     | T     | %      | Rt      | R       | Pd   | Int | C   | Bp    | FP    |
| --------- | ---------------------- | ------ | ------ | ---- | ------ | ------ | ----- | ------ | ------ | ----- | ----- | ------ | ----- | ----- | ------ | ------- | ------- | ---- | --- | --- | ----- | ----- |
| 1976-1977 | SuperSonics de Seattle | 81     | -      | 20,6 | 749    | 9,2    | 285   | 566    | 50,4 % | -     | -     | -      | 179   | 287   | 62,4 % | 302     | 3,7     | 1,5  | 1,5 | 0,7 | -     | 221   |
| 1977-1978 | SuperSonics de Seattle | 81     | -      | 27,3 | 1 031  | 12,7   | 367   | 881    | 41,7 % | -     | -     | -      | 297   | 406   | 73,2 % | 294     | 3,6     | 2,8  | 1,5 | 0,6 | 164   | 213   |
| 1978-1979 | SuperSonics de Seattle | 80     | -      | 34,0 | 1 270  | 15,9   | 482   | 1 110  | 43,4 % | -     | -     | -      | 374   | 392   | 78,1 % | 522     | 4,7     | 3,5  | 1,3 | 1,2 | 191   | 209   |
| 1979-1980 | SuperSonics de Seattle | 81     | -      | 36,3 | 1 540  | 19,0   | 574   | 1 361  | 42,2 % | 12    | 58    | 20,7 % | 380   | 487   | 78,0 % | 414     | 5,1     | 4,1  | 1,8 | 1,0 | 227   | 267   |
| 1980-1981 | Suns de Phoenix        | 79     | -      | 33,1 | 1 086  | 18,8   | 532   | 1 220  | 43,6 % | 11    | 51    | 21,6 % | 411   | 501   | 82,0 % | 363     | 4,6     | 3,7  | 1,7 | 0,8 | 208   | 244   |
| 1981-1982 | Suns de Phoenix        | 80     | 77     | 36,7 | 1 561  | 19,5   | 577   | 1 228  | 47,0 % | 8     | 42    | 19,0 % | 399   | 495   | 80,6 % | 410     | 5,1     | 4,6  | 1,3 | 0,7 | 233   | 253   |
| 1982-1983 | Suns de Phoenix        | 77     | 74     | 33,1 | 1 093  | 14,2   | 398   | 861    | 46,2 % | 5     | 31    | 16,1 % | 292   | 369   | 79,1 % | 335     | 4,4     | 5,0  | 1,3 | 0,5 | 204   | 204   |
| 1983-1984 | Celtics de Boston      | 80     | 78     | 33,3 | 1 053  | 13,2   | 384   | 878    | 43,7 % | 4     | 32    | 12,5 % | 281   | 330   | 85,2 % | 280     | 3,4     | 4,2  | 1,2 | 0,7 | 172   | 251   |
| 1984-1985 | Celtics de Boston      | 80     | 77     | 37,2 | 1 254  | 15,7   | 493   | 1 066  | 46,2 % | 7     | 26    | 26,9 % | 261   | 306   | 85,3 % | 317     | 4,0     | 6,8  | 1,2 | 0,5 | 212   | 224   |
| 1985-1986 | Celtics de Boston      | 78     | 78     | 35,0 | 1 213  | 15,6   | 482   | 1 060  | 45,5 % | 6     | 42    | 14,3 % | 243   | 297   | 81,8 % | 268     | 3,4     | 5,8  | 1,4 | 0,4 | 173   | 206   |
| 1986-1987 | Celtics de Boston      | 79     | 78     | 37,1 | 1 092  | 13,4   | 423   | 953    | 44,4 % | 7     | 62    | 11,3 % | 209   | 251   | 83,3 % | 261     | 3,3     | 7,5  | 1,1 | 0,5 | 177   | 201   |
| 1987-1988 | Celtics de Boston      | 77     | 74     | 34,7 | 971    | 12,6   | 352   | 803    | 43,8 % | 12    | 46    | 26,1 % | 255   | 298   | 85,6 % | 240     | 3,1     | 7,8' | 1,2 | 0,4 | 195   | 204   |
| 1988-1989 | Celtics de Boston      | 72     | 72     | 32,1 | 721    | 10,0   | 277   | 638    | 43,4 % | 7     | 50    | 14,0 % | 160   | 195   | 82,1 % | 190     | 2,6     | 6,6  | 1,3 | 0,3 | 175   | 211   |
| 1989-1990 | Celtics de Boston      | 75     | 65     | 27,1 | 531    | 7,1    | 206   | 475    | 43,4 % | 1     | 24    | 4,2 %  | 118   | 140   | 84,3 % | 201     | 2,7     | 6,5  | 1,1 | 0,2 | 117   | 179   |
|           | Total                  | 1 100  | 673    | 32,7 | 15 535 | 14,1   | 5 832 | 13 100 | 44,5 % | 80    | 464   | 17,2 % | 3 791 | 4 754 | 79,7 % | 4 249   | 6,0     | 5,0  | 1,3 | 0,6 | 2 448 | 3 087 |

### Professionnelles en playoffs
Le tableau suivant présente les statistiques individuelles de Dennis Johnson pendant sa carrière professionnelle en playoffs.
| Saison    | Club                   | Matchs | Matchs | Min. | Points | Points | 2 pts | 2 pts  | 2 pts  | 3 pts | 3 pts | 3 pts  | LF  | LF  | LF     | Rebonds | Rebonds | Pd  | Int | C   | Bp  | FP  |
| Saison    | Club                   | MJ     | Tit    | Min. | Pts    | PPM    | R     | T      | %      | R     | T     | %      | R   | T   | %      | Rt      | R       | Pd  | Int | C   | Bp  | FP  |
| --------- | ---------------------- | ------ | ------ | ---- | ------ | ------ | ----- | ------ | ------ | ----- | ----- | ------ | --- | --- | ------ | ------- | ------- | --- | --- | --- | --- | --- |
| 1977-1978 | SuperSonics de Seattle | 22     | -      | 37,6 | 354    | 16,1   | 121   | 294    | 41,2 % | -     | -     | -      | 112 | 159 | 70,4 % | 101     | 4,6     | 3,3 | 1,0 | 1,0 | 56  | 63  |
| 1978-1979 | SuperSonics de Seattle | 17     | -      | 40,1 | 356    | 20,9   | 136   | 302    | 45,0 % | -     | -     | -      | 84  | 109 | 77,1 % | 104     | 6,1     | 4,1 | 1,6 | 1,5 | 51  | 63  |
| 1979-1980 | SuperSonics de Seattle | 15     | -      | 38,8 | 257    | 17,1   | 100   | 244    | 41,0 % | 5     | 5     | 33,3 % | 52  | 62  | 83,9 % | 64      | 4,3     | 3,8 | 1,8 | 0,7 | 43  | 48  |
| 1980-1981 | Suns de Phoenix        | 7      | -      | 38,1 | 137    | 19,6   | 52    | 110    | 47,3 % | 1     | 5     | 20,0 % | 32  | 42  | 76,2 % | 33      | 4,7     | 2,9 | 1,3 | 1,3 | 19  | 18  |
| 1981-1982 | Suns de Phoenix        | 7      | -      | 38,7 | 156    | 22,3   | 63    | 132    | 47,7 % | 0     | 3     | 0,0 %  | 30  | 39  | 76,9 % | 31      | 4,4     | 4,6 | 2,1 | 0,6 | 25  | 28  |
| 1982-1983 | Suns de Phoenix        | 3      | -      | 36,0 | 54     | 18,0   | 22    | 48     | 45,8 % | 0     | 1     | 0,0 %  | 10  | 12  | 83,3 % | 23      | 7,7     | 5,7 | 1,7 | 0,7 | 8   | 9   |
| 1983-1984 | Celtics de Boston      | 22     | -      | 36,7 | 365    | 16,6   | 129   | 319    | 40,4 % | 3     | 7     | 42,9 % | 104 | 120 | 86,7 % | 79      | 3,6     | 4,4 | 1,1 | 0,3 | 53  | 75  |
| 1984-1985 | Celtics de Boston      | 21     | 21     | 40,4 | 364    | 17,3   | 142   | 319    | 44,5 % | 0     | 14    | 0,0 %  | 80  | 93  | 86,0 % | 84      | 4,0     | 7,3 | 1,5 | 0,4 | 72  | '66 |
| 1985-1986 | Celtics de Boston      | 18     | 18     | 39,7 | 291    | 16,2   | 109   | 245    | 44,5 % | 6     | 16    | 37,5 % | 67  | 84  | 79,8 % | 76      | 4,2     | 5,9 | 2,2 | 0,3 | 51  | 58  |
| 1986-1987 | Celtics de Boston      | 23     | 23     | 41,9 | 435    | 18,9   | 168   | 361    | 46,5 % | 3     | 26    | 11,5 % | 96  | 113 | 85,0 % | 91      | 4,0     | 8,9 | 0,7 | 0,3 | 44  | 71  |
| 1987-1988 | Celtics de Boston      | 17     | 17     | 41,3 | 270    | 15,9   | 91    | 210    | 43,3 % | 6     | 16    | 37,5 % | 82  | 103 | 79,6 % | 77      | 4,5     | 8,2 | 1,4 | 0,5 | 45  | 51  |
| 1988-1989 | Celtics de Boston      | 3      | 1      | 19,7 | 8      | 2,7    | 4     | 15     | 26,7 % | 0     | 0     | 0,0 %  | 0   | 0   | 0,0 %  | 4       | 1,3     | 1,0 | 0,0 | 1,0 | 3   | 8   |
| 1989-1990 | Celtics de Boston      | 5      | 5      | 32,4 | 69     | 13,8   | 30    | 62     | 48,4 % | 2     | 6     | 33,3 % | 7   | 7   | 100 %  | 14      | 2,8     | 5,6 | 0,4 | 0,4 | 10  | 17  |
|           | Total                  | 180    | 85     | 38,9 | 3 116  | 17,3   | 7 397 | 16 524 | 44,8 % | 26    | 109   | 23,9 % | 756 | 953 | 80,2 % | 781     | 4,3     | 3,8 | 1,5 | 0,6 | 480 | 575 |

## Pour approfondir